# ناباردون
ناباردون (به اسپانیایی: Navardún) یک دهستان در اسپانیا است که در استان ساراگوسا واقع شده‌است. ناباردون ۲۴ کیلومتر مربع مساحت و ۵۴ نفر جمعیت دارد.